# Таджибаева, Мутабар Ибрагимовна
Мутабар Таджибаева (узб. Mo’tabar Tojiboyeva) — независимая узбекская журналистка и правозащитница. Основатель, председатель правления и руководитель Международной правозащитной организации «Клуб Пламенных Сердец».
Созданный 17 января 2000 года, для борьбы с торговлей наркотическими веществами, борьбы с преступностью, правозащитная организация «Клуб Пламенных Сердец», осуществляющая свою деятельность под девизом «Мы будем бороться против любого зла, встречающегося в нашем обществе — МЫ НАЧЕКУ!».
М.Таджибаева как руководитель «Клуб Пламенных Сердец» проводила мониторинг по правам человека и занималась журналистскими расследованиями, также участвовала в следственных мероприятиях и судебных процессах в качестве защитника и доверенного лица в Узбекистане.
Основные цели и задачи Международной Правозащитной Организации «Клуб Пламенных Сердец» это — борьба против организованных преступлений против человечества — ДИКТАТОРСКОГО РЕЖИМА (политических репрессий, пыток, несправедливых судов); борьба против поддержка, финансирования и пропаганды ТЕРРОРИЗМА, РАДИКАЛЬНОГО ДЖИХАДИЗМА, РЕЛИГИОЗНОГО ЭСТРЕМИЗМА и НАРКОТОРГОВЛИ (изъятые наркотики зачастую перепродаются коррумпированными работниками государственных органов); борьба против любого проявления ТОРГОВЛИ ЛЮДЬМИ (сексуальное рабство, притоны для проституции, сутенерства и их «КРЫШЕВАНИЕ»); борьба против любого проявления КОРРУПЦИИ, ОТМЫВАНИЯ ДЕНЕГ и «ПОКРОВИТЕЛЬСТВА» этим преступлениям и зла нарушающего спокойное и мирное существование общества".
По инициативам М. Таджибаевой:
В 2002 году была создана Инициативная Группа «Народники» («Халқпарвар» Ташаббус гуруҳи) — по защите прав сельского населения. ИГ «Народники» создана во главе с Содикжоном Кироновым, пенсионером, учителем Узбекистанского района, Ферганской области;
В 2002 году была создана Инициативная группа «Честь» («Орият» Ташаббус гуруҳи) — против торговли людьми и за борьбу с проституцией). Инициативную группу возглавляли Мавжуда Атакулова и Махбуба Пирматова, жители городок Хамза, Алтыарикского района, Ферганской области;
В 2003 году была создана Инициативная группа «Религиозные убеждения и права человека» («Диний эътиқод ва инсон ҳуқуқи» Ташаббус гуруҳи). ИГ «Религиозные убеждения и права человека» была создана по инициативе жителей Ахунбабаевского района, село «Пахтакор», которые боролись против запретов на создание и регистрации мечетей по месту жительства. Группу возглавлял Таваккал Комилов, Содикжон Дадашев;
В 2003 году была создана Инициативная группа «Оперативные журналисты» («Тезкор журналистлар»). В ИГ «Оперативные журналисты» участвовали не только журналисты международной прессы как Матлюба Азаматова, а также журналисты Ферганского телевидения и другие журналисты. Группу возглавляла журналистка Ферганского телевидения Салима Рустамова;
В 2004 году создана Инициативная группа «Права человека в учебных заведениях» («Ўқув юртларида инсон ҳуқуқи» Ташаббус гуруҳи) по инициативе Таджибаевой и учителей школы номер 20 Кувинский района. ИГ возглавляли учителя Йигитали Турдалиев и Дилшод Хошимова. Инициаторы этой группа боролись против детского труда и проводили забастовки;
В 2004 году была создана Инициативная группа «Юристы против пыток» («Қийноқларга қарши ҳуқуқшунослар» Ташаббус гурухи) по инициативе адвокатов Аскарали Файзуллаева, Мухаррам Таджибаевой, Дилафруз Нурматовой, которые боролись против пыток в Узбекистане. Группу возглавлял адвокат Аскарали Файзуллаев;
26 марта 2005 года при «Клубе Пламенных Сердец» было создано Народное движение «Гражданское общество» («Фукаролик жамияти» Халк харакати);
Она была арестована 7 октября 2005 года в канун отъезда на международную конференцию по правам человека в Дублин. В ходе следствия она была обвинена на основании 18 статей Уголовного кодекса Республики Узбекистан, суд признал её виновной по 13 статьям и принял решение о лишении свободы на 8 лет за критику узбекских властей, применивших насилие в отношениe участников мирной демонстрации в 2005 году в городе Андижан.
В 2005 году общественная организация Peace Women Across the Globe, объединившая тысячу женщин-борцов за мир и номинирующая их на Нобелевскую премию мира, включила в свой список и М. Таджибаеву.
15 мая 2008 года, ещё будучи в тюрьме, М. Таджибаева стала лауреатом премии Мартина Энналса. В тот же день блогеры, пишущие на тему прав человека, объявили список десяти женщин, которые сыграли значительную роль в сфере защиты прав человека. В этот список была внесена также и фамилия М. Таджибаевой. 2 июля 2008 г. М. Таджибаева была освобождена из заключения, 20 ноября в Женеве состоялась церемония вручения премий Мартина Энналса.
В связи с 60-й годовщиной Всемирной декларации прав человека «Клуб пламенных сердец» был удостоен премии Французской Республики «Свобода, Равенство, Братство». 10 декабря того же года на церемонии в Париже она была вручена М. Таджибаевой.
В начале марта 2009 года Таджибаева была награждена премией Госдепартамента США за «Женскую xрабрость», позже на основании личных взглядов она отказалась от этой премии. Таджибаева опубликовала официальное заявление, в котором обвинила лично Отунбаеву Розу Исаковну, Президента Кыргызстана в июньских событиях 2010 года в Оше, когда в массовых беспорядках пострадали жители южных регионов Кыргызстана. Несмотря на то, что независимые эксперты и правоохранительные органы установили потери и ущерб среди обоих этносов, населявших регион, в своем заявлении Таджибаева обвинила Отунбаеву в национализме и написала: «Я считаю для себя оскорбительным перед своим народом, своей нацией, быть обладательницей той же премии, что и Роза Отунбаева. Мне противно быть в одном ряду с женщиной, у которой руки в крови и которая давно заляпала чёрной краской свои былые положительные черты».
В августе она стала членом Международного совета фонда по правам человека (ФГП). В 2011 году М. Таджибаева оказалась в списке десяти самых влиятельных женщин Центральной Азии. В 2011 году она написала книгу «Пленница острова пыток». В ней правозащитница рассказывает о своих воспоминаниях и разоблачает жестокость правительства Узбекистана к своему народу. Эта книга будет опубликована английском, на русском, на французском и на узбекском языках.
М. Таджибаева получила политическое убежище во Франции, проживает в провинции Иль-де-Франс. В настоящее время она возглавляет Международную правозащитную oрганизацию «Клуб пламенных сердец», зарегистрированную и базирующуюся в Париже.

## Биография
М. Таджибаева родилась 25 августа 1962 года в г. Маргилан Ферганской области в семье рабочих. Отец — Ибрагим Таджибаев, мать — Кандолатхон Улжаева. Дед М. Таджибаевой со стороны матери Улжабой Хамрокулов в 1937 году был сослан в Сибирь в качестве врага народа со своей семьёй. Начиная с этого периода его переводили в различные места Советского Союза. В 1946 году за свою службу в рядах партизан против немецких захватчиков был реабилитирован советским правительством и вернулся на родину. Кандолатхон Улжаева в годы Второй мировой войны на Украине встретила своего будущего мужа, рядового бойца Советской Армии И. Таджибаева, в 1944 году они поженились, и их первенец родился на Украине. Хотя М. Таджибаева не была очевидцем тех событий, рассказы матери сыграли большую роль в её формировании в качестве защитника прав человека.
Образование
М. Таджибаева в 1969 году начала учиться в 7-й средней школе им. Хамзы в г. Маргилан.
В 1987—1989 гг. она заочно училась в Маргиланском планово-экономическом техникуме и получила диплом экономистa. В то же время она окончила двухгодичные курсы журналистики при управлении прессы Ферганской области.
Трудовая деятельность
По окончании школы в 1979 году М. Таджибаева один год работала прядильщицей на Маргиланском шелкомотальном комбинате, а в 1980 году начала работать в качестве помощника в государственной нотариальной конторе Ахунбабаевского района. В 1981 году устроилась на работу секретарём и делопроизводителем в сельскохозяйственном управлении района.
В 1985 году М. Таджибаева продолжила свою деятельность в должности инспектора отдела Ахунбабаевского района Комитета народного контроля Республики Узбекистан. Впоследствии она на общественных началах параллельно руководит отделом жалоб и заявлений и пресс-центром данного управления. В этой организации М. Таджибаева активно участвовала на проверках по исполнению законов и по защите прав людей. Именно здесь М. Таджибаева впервые увиделa на своём опыте эффективность работы со связью с общественностью. В качестве ответственного сотрудника пресс центра управления она такжe принимала активное участие в агитационно-пропагандистской работе по принятым законам правительства Узбекистана и их выполнению. Она начала выступать в центральной и местной прессе против должностных лиц, злоупотреблявших законами и правами простых граждан. Эта работа оказала в дальнейшем большое влияние на её формирование как правозащитника.
В результате распада Советского Союза в 1991 году был расформирован комитет народного контроля. И до 1997 года М. Таджибаева продолжила свою деятельность в банковской системе, в том числе работала начальником отдела кадров, экономистом отдела денежного обращения, главным экономистом Маргиланского и Киргулийского отделений промышленно-строительного банка Узбекистана и народного банка Киргулийского района. В 1997-98 гг. она управляла центром агитации и пропаганды Ферганского областного отделения Союза писателей Узбекистана, в 1998 г. издала свою первую брошюру «Память». В то же время М. Таджибаева продолжила деятельность в сфере защиты прав человека и опубликовала в средствах массовой информации Республики свои критические материалы.
В 1998-99 гг. М. Таджибаева работала в должности заместителя начальника Ферганского областного управления «Международного Красного креста и Красного полумесяца».
Деятельность в сфере защиты прав человека
На выборах в декабре 1999 г. М. Таджибаева баллотировалась от инициативной группы в депутаты Ферганского областного совета. Она ставила своей целью вынести на повестку дня закон о формировании общественного контроля за исполнением законодательных актов. Однако М. Таджибаева не добилась успеха на выборах и для осуществления своих планов стала членом Народно-демократической партии Узбекистана (НДПУ).
В январе 2000 года М. Таджибаева была избрана секретарём первичной партийной организации НДПУ местного схода граждан «Зухрo» города Маргилан и при ней организовала «Клуб пламенных сердец». Основание данного клуба позволило М. Таджибаевой официально войти в сферу защиты прав человека. В 2001 г. при поддержке «Клуба пламенных сердец» вышла в свет её брошюра «Будем бдительны». В январе 2002 г. на пленуме Маргиланского городского совета НДПУ была обсуждена двугодичная деятельность «Клуба пламенных сердец». Пленум оценил положительно борьбу клуба против преступности и наркомании и принял постановление о распространении опыта работы клуба по Республике. Были изданы статьи, очерки, специальные передачи о деятельности клуба в местных и республиканских средствах массовой информации.

### Преследования и давление со стороны властей
Дело Алимухаммада Мамадалиева и его последствия
В 2002 г. М. Таджибаева проводила мониторинг по делу Алимухаммада Мамадалиева, замученного и убитого сотрудниками спецслужб, и активно участвовала в доведении этой драмы до широкой общественности. В результате дело было рассмотрено Военным судом Республики Узбекистан, и убийцы Мамадалиева были осуждены на длительные сроки лишения свободы.
30 июня 2002 г. М. Таджибаева вместе с корреспондентом международной газеты «Christian Science Monitoring» Скотом Петерсоном посетили село Дурмен, где проживает семья А.Мамадалиева.
Опрашивая селян, oни вели журналистское расследование об угрозах по отношению к ним со стороны местных властей и административных органов.
На следующий день, то есть 1 июля 2002 г., сотрудники ГАИ Киргулийского района Министерства внутренних дел Республики Узбекистан остановили легковую автомашину, в которой ехала М. Таджибаева, и её арестовали. Без официальных процедур, oни учинили допрос и издевались над ней, привезли её в ОВД и поместили в подвальную камеру. В ту ночь сотрудники внутренних дел совершили насилие над ней. На следующий день её осудили по статьям «Неподчинение законным требованиям сотрудников милиции» и «Мелкое хулиганство». По причине недостаточности обвинительных документов, представленных в суд, и из-за требований М. Таджибаевой проведения судебно-медицинской экспертизы определение суда с документами дела были переведены в прокуратуру, и она была освобождена из зала суда. 5 сентября 2002 г. суд по уголовным делам Ферганской области принял частное определение по противозаконным действиям сотрудников ОВД Киргулийского района. 27 сентября на основании частного определения суда прокуратура Киргулийского района возбудила уголовное дело. 16 декабря 2002 года данное дело было закрыто за «отсутствием уголовного дела в действиях сотрудников милиции ОВД Киргулийского района». Дело Мамадалиева стало причиной обострения противостояния между М. Таджибаевой и властью. Это событие ещё больше повысилo авторитет «Клуба пламенных сердец» и его руководителя в народе и обусловило усиление деятельности.
Обострение ситуации
14 октября 2002 г. перед зданием Алты-aрыкского районного суда по уголовным делам по инициативе М. Таджибаевой был проведён пикет. 7 ноября 2002 г. она обнародует официальное требование от имени «Клуба пламенных сердец», в котором сообщает о том, что в связи с Днем конституции 8 ноября перед зданием Республиканского парламента Олий Мажлис организуют манифестацию против нарушений конституционных прав граждан. Она отправила свою прокламацию всем административным органам. Для проверки аргументов требований, отправленных в Генеральную прокуратуру, в Ферганскую область приехал сотрудник Генеральной прокуратуры Бахадыр Пулатов и встретился с М. Таджибаевой. Однако, не завершив проверку и без предупреждения, он уехал обратно в Ташкент. За 4 дня до демонстрации, запланированной для проведения в Ташкенте, М. Таджибаева была вызвана прокурором г. Фергана Талибом Хасановым, который настаивал на отмене намечаемой демонстрации, в противном случае пригрозил возбуждением уголовного дела против неё и вручил ей предупредительное письмо. Когда М. Таджибаева отказалась от данного письма, прокурор отправил ей второе предупреждение.
В данном документе говорилось о предупреждении М. Таджибаевой относительно прекращения деятельности «Клуба пламенных сердец», в противном случае против неё обещали возбудить ещё одно уголовное дело. 5 декабря 2002 г. позвонили из ОВД Ферганской области и сообщили М. Таджибаевой о начале судебного процесса, но она не явилась на суд. 6 декабря её предупредили о том, что она должна явиться на суд по уголовным делам Ташлакского района, иначе она будет доставлена в принудительном порядке. Убедившись в том, что данный судебный процесс был сфабрикован специально против запланированной демонстрации, М. Таджибаева решила не являться на суд и скрылась в Дурмене. Вечером того же дня сотрудники милиции, спецслужб и военные окружили село Дурмен, сообщили селянам, что М. Таджибаева является агентом западных стран, и потребовали её выдачи. Однако никто не поддержал представителей власти, и они начали обыск домов. 10 декабря 2002 г. М. Таджибаева узнала о том, что для давления на неё сотрудники милиции планируют увести её дочь в качестве заложницы, и, переодевшись в одежду старухи, покинула деревню. Затем она позвонила руководству управления ОВД Ферганской области и взамен прекращения преследований и давлений выразила желание сдаться властям.
Автомобильное происшествие
В начале декабря 2003 г. один из высокопоставленных членов Управления внутренних дел Ферганской области позвонил в пьяном состоянии М. Таджибаевой и сказал, что её дни сочтены, и она будет наказана за свои проступки. 12 декабря М. Таджибаева пришла в МВД Республики Узбекистан и потребовала прекратить преследования по отношению к ней. Однако руководители ведомства отказались её принять. На следующий день по дороге в Ферганскую область М. Таджибаева попала в автомобильную аварию и 12 дней лечилась в больнице. По её словам, эта катастрофа не является простой аварией, поскольку в ней пострадала только она, и это случилось именно после угрозы по телефону. Из-за того, что автомобильное происшествие случилось в Ташкентской области, М. Таджибаеву привезли в больницу Ахангаранского района. Пострадавшая не была oсведомлена о результатах уголовного дела, возбужденного по данной катастрофе, и её требования о вручении ей документов об этом деле не были удовлетворены. М.Таджибаева вернулась в Маргилан, где продолжила лечение. Здесь ей также сообщили, что больничные документы были уничтожены неизвестным человеком с помощью огня.
Андижанские события
4 апреля 2005 г. М. Таджибаева от имени «Клуба пламенных сердец» направила телеграмму на имя Президентa Республики Узбекистан Исламa Каримовa, в которой изложила сложную социально-политическую ситуацию в Андижанской области. 13 апреля она была задержана сотрудниками милиции Бектемирского района, препровождена в отдел внутренних дел и допрошена, но была освобождена под давлением международных негосударственных организаций и посольств зарубежных стран. 15 апреля 2005 г. в Министерстве внутренних дел Республики Узбекистан была проведена пресс конференция по статьям, опубликованным под псевдонимом политолога Сафара Абдуллаева. М. Таджибаева, которая ехала с целью участвовать в данной конференции, была остановлена сотрудниками ГАИ и увезена неизвестными лицами в другой автомашине. По дороге заменив несколько разных автомашин, М. Таджибаеву привезли в ОВД Бектемирского района, где она была подвергнута жёсткому допросу и унижениям. По возвращении в Маргилан, она проходила лечение в местной больнице, но никуда не обратилась по поводу применённых по отношению к ней насилий и пыток. Дело в том, что высокопоставленный чиновник, руководивший её задержанием и глумлением над ней, потребовал от неё хранить молчание, в противном случае пригрозил повторением подобных же приключений с её дочерью.
Во время андижанских событий 13 мая 2005 г. М. Таджибаева была без оснований поставлена под домашний арест, и два вооружённых сотрудника внутренних дел несли дежурство перед помещением. В таком положении она добилась установления связи между участниками андижанских событий и международными журналистами. В тот же день примерно в 17 часов руководители управления борьбы против терроризма УВД Ферганской области распорядились о её переводе из дома в областное УВД, и до 16 мая 2005 г. её содержали в камере управления. Ей было запрещено связаться с кем-либо.
Арест
20 сентября 2005 г. начался судебный процесс по aндижанским событиям. В ходе этого процесса заместитель Главного прокурора Республики обвинил М. Таджибаеву в непосредственных связях к этим событиям и в том, что она под ложным именем правозащитницы вела деятельность против государства. М. Таджибаева была приглашена на международную конференцию по правам человека, намеченную на 8 октября 2005 г. в городе Дублине. На данной конференции ожидалось её выступление по причинам и обстоятельствам андижанской трагедии. Однако 7 октября 2005 г. М. Таджибаева была арестована сотрудниками безопасности Министерства внутренних дел Узбекистана по обвинению в мошенничестве.
После задержания в домe Т. Таджибаевой был проведён обыск сотрудниками внутренних дел, изъяты её личные вещи. Несмотря на то, что обвинение было направлено лично против неё, обыску подверглись также и члены «Клуба пламенных сердец», конфискованы все документы и материалы (видеоплёнки, аудиокассеты и т. п.).
Вначале М. Таджибаева находилась 10 дней во временных следственных изоляторах УВД Ферганской области, впоследствиe в течение 4 месяцев содержалась в других камерах предварительного заключения и подвергалась допросу. В ходе следствия ей стали известны мотивы своего ареста: деятельность в правозащитной сфере против интересов должностных лиц и руководство «Клубом пламенных сердец».